# Улица Громова (Ярославль)
Улица Громова — улица в северной части города Ярославля. Проходит от перекрёстка улиц Елены Колесовой и Механизаторов до Волгоградской улицы. Является юго-восточной границей жилого района Брагино. Нумерация домов ведётся от улицы Механизаторов.
На участке улицы от проспекта Дзержинского до улицы Панина между встречными полосами находится широкий газон. Участок улицы севернее улицы Панина длиной около 150 м застроен гаражами, проезд автомобилей через него невозможен.
По чётной стороне улицы расположены жилые и общественные здания, по нечётной — промышленные и торговые предприятия.

## История
До 1960-х годов на месте пересечения улицы Громова с проспектом Дзержинского располагалась деревня Кутилово «при пруде и колодце», относившаяся к Норско-Посадскому приходу Благовещенской церкви. На 1901 год в ней было 4 двора.
В 1971 году был утверждён новый генеральный план Ярославля, предполагавший строительство в Северном районе города крупного жилого массива — Новое Брагино. По юго-западному краю Нового Брагина, а также Южного Брагина, была проложена широкая улица, отделившая жилые дома от планируемой промзоны. В июне 1973 года ей присвоили название улица Громова в честь Александра Яковлевича Громова (1892—1944) — участника Первой мировой войны, ярославского горуездного комиссара, одного из руководителей разрушения Ярославля и массовых убийств ярославцев в 1918 году, директора Ярославского краеведческого музея в 1933—1936 годах.
В 1970-х вдоль улицы были построены типовые пяти- и девятиэтажные дома микрорайонов 4В и 10, в 1980-х — 11-го микрорайона.
В 1975 году на противоположной стороне улицы были построены новые корпуса Ярославского завода холодильных машин (в 1987 году завод переименовали в Ярославское объединение «Холодмаш», в 1992-м — в АО «Холодмаш»).

## Пересечения
- Архангельский проезд
- Волгоградская улица
- проспект Дзержинского
- улица Елены Колесовой
- Мурманский проезд

## Здания и сооружения
- № 9 — Бывший завод «Холодмаш»
- № 11 — Центр обеспечения действий по гражданской обороне и чрезвычайным ситуациям
- № 13 — ТЦ «Аксон»
- № 15 — Завод готовых лекарственных форм и биотехнологических субстанций «Р-Фарм»
- № 17 — Электрическая подстанция «Брагино»
- № 19 — Котельная РК-6
- № 26 — Детский сад № 93
- № 28 — Почтовое отделение 150061
- № 36 — Школа № 55
- № 42А — Детский сад № 107
- № 48А — Детский сад № 54
- № 54А — Детский сад № 145
- № 56к2 — Почтовое отделение 150063

По другим улицам:
- Архангельский проезд, 13 — Школа № 29